# Триллиум поникший
Триллиум поникший (лат. Trillium cernuum) — вид цветкового растения семейства Мелантиевых (Melanthiaceae). Видовой эпитет cernuum означает «поникший, изогнутый вперёд, обращенный вниз», что является отличительной чертой его цветка.
Считалось, что Trillium cernuum является одним из трёх видов рода триллиум, описанных шведским ботаником Карлом Линнеем в 1753 году (два других — Trillium erectum и Trillium sessile). Образец, исследованный Линнеем, на самом деле был Trillium catesbaei, другим поникающим видом, произрастающим в южных Аппалачах, где Trillium cernuum не встречается. Эта оплошность привела к большой путанице, часть которой продолжается и по сей день. В естественном ареале Trillium cernuum часто путают с двумя близкородственными видами триллиума: Trillium erectum и Trillium flexipes. Известно, что эти три вида скрещиваются друг с другом, что только усугубляет путаницу.
Триллиум поникший — самый северный вид триллиума в Северной Америке, встречающийся на севере до Гудзонова залива и на юге до северной Вирджинии (сообщения к югу от Вирджинии, скорее всего, касаются других видов, таких как Trillium rugelii, Trillium catesbaei или Trillium flexipes). Trillium cernuum встречается на богатых, влажных почвах как в широколиственных, так и в хвойных лесах.

## Описание
Многолетнее травянистое растение, размножающееся с помощью подземного корневища. Прямо от корневища поднимаются до трёх побегов (стеблей), каждый высотой 15–40 см. На вершине черешка — мутовка из трёх листовидных прицветников, каждый длиной 5–15 см и 6–15 см шириной.
Цветение происходит с конца апреля до начала июня, возможно, даже в июле в северной части ареала. Одиночный цветок свисает ниже прицветников на короткой отогнутой цветоножке длиной 1,5–3 см. Цветок имеет три тонких бледно-зелёных чашелистика, каждый длиной 9–30 см и три сильно отогнутых белых (реже розовых) лепестка, каждый длиной 15–25 мм и шириной 5–15 мм. Цветок обоеполый, с шестью тычинками и единственной белой (или розовой) завязью пирамидальной формы. Каждая тычинка состоит из тонкой белой нити и бледно-лавандово-розового (или серого) пыльника. Нити и пыльники примерно одинаковой длины.

Если цветок успешно опылён, развивается один плод. Первоначально плод белый (или розовый), а к концу лета созревает до тёмно-красного цвета. При созревании плод представляет собой мясистую шестилопастную ягоду до 3 см в диаметре.

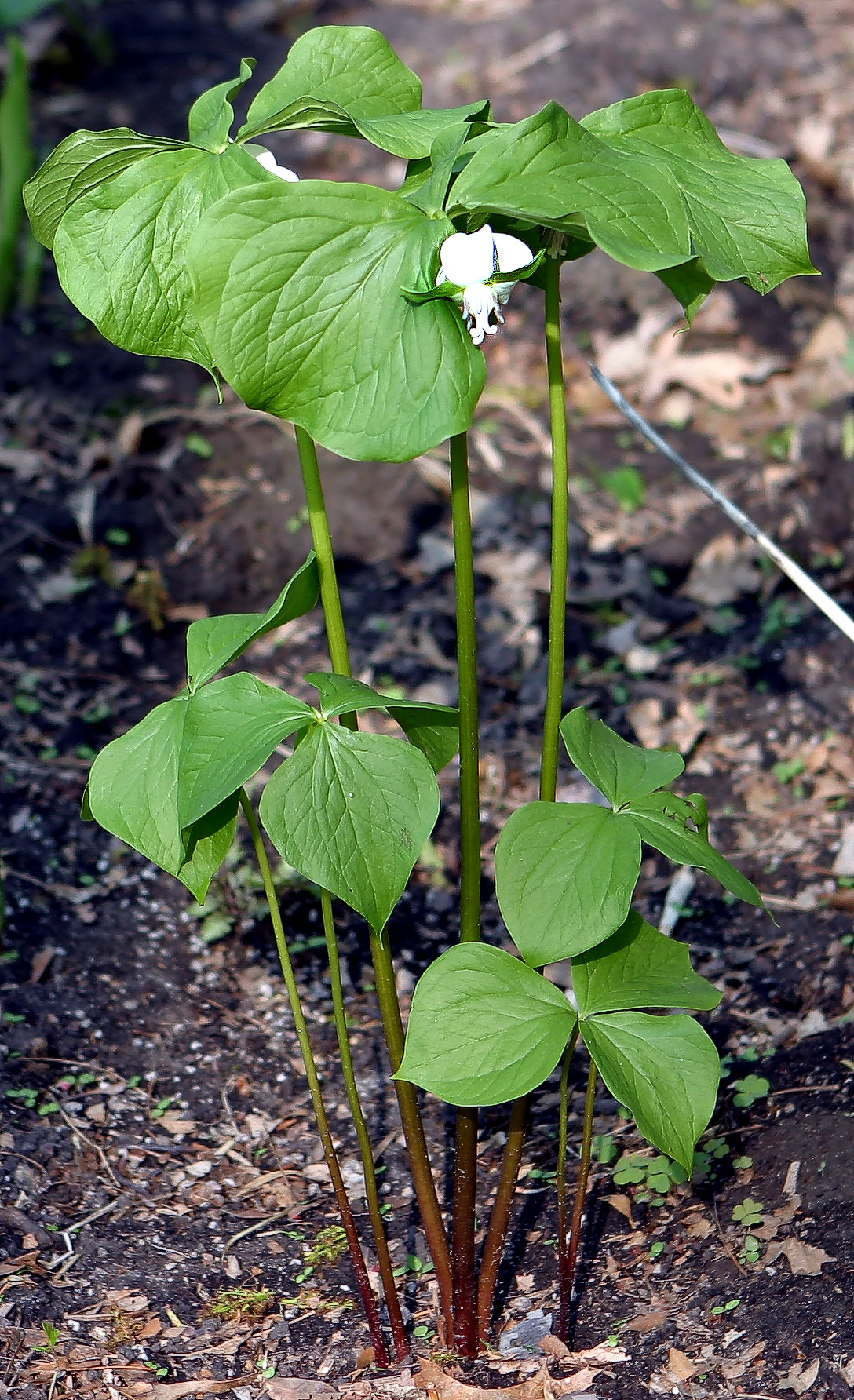
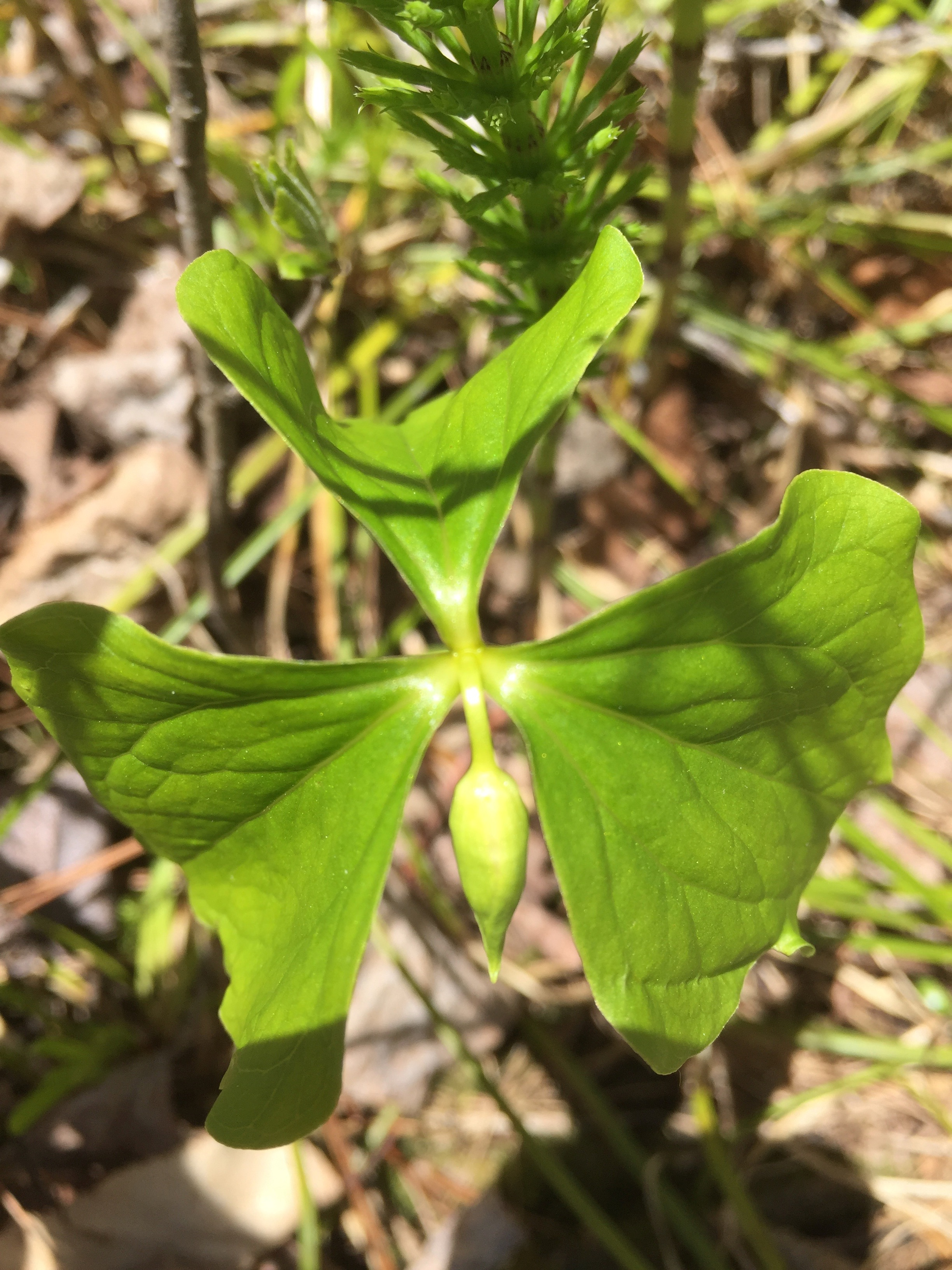
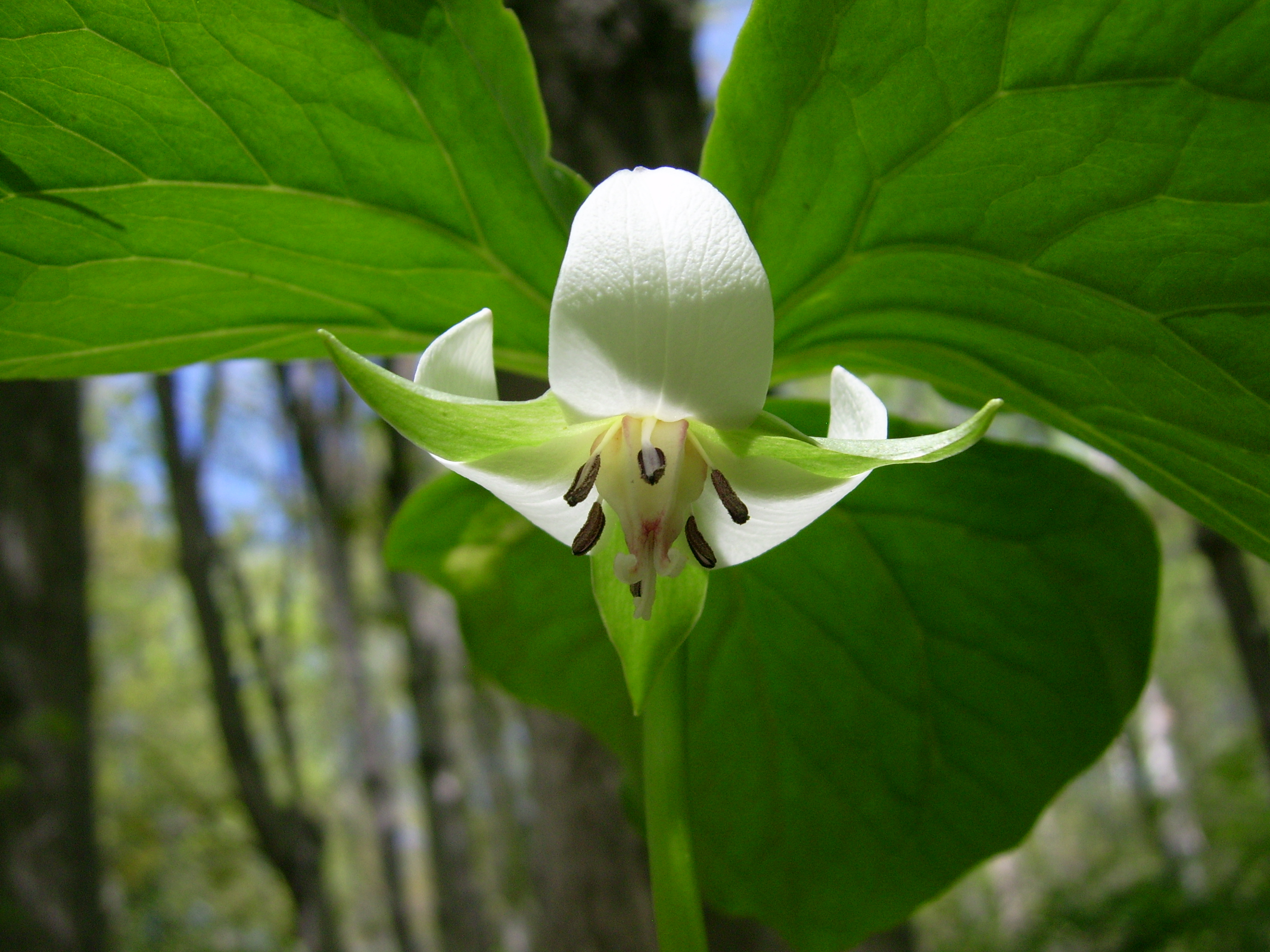
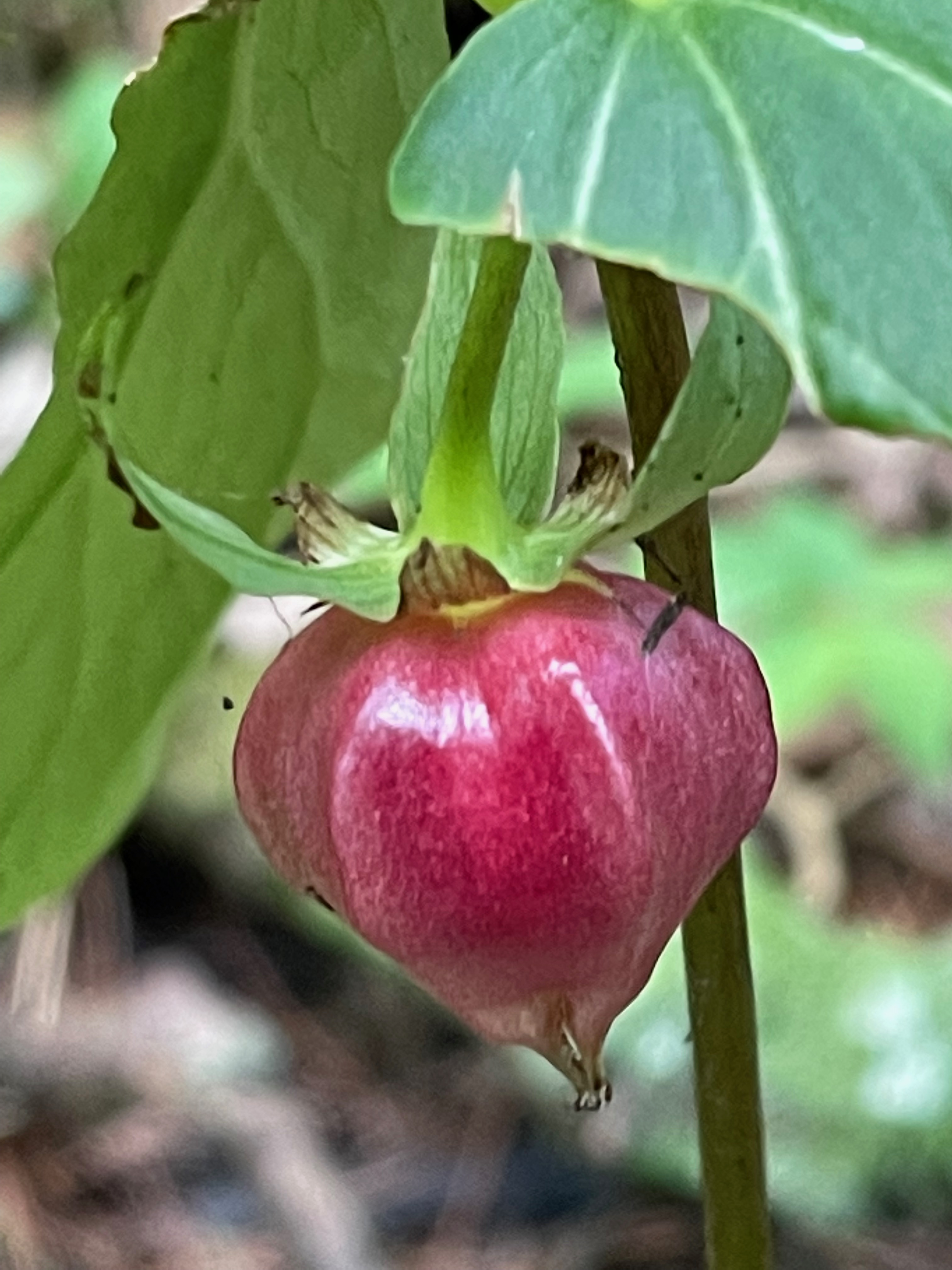

Исторически Trillium cernuum путали с несколькими видами триллиумов, произрастающими в южных Аппалачах . (Дополнительную справочную информацию см. в разделе «Таксономия».) В пределах своего естественного ареала T. cernuum часто путают с двумя симпатрическими видами Trillium, T. эректум и T. flexipes. В следующей таблице эти три вида сравниваются по признаку, при этом подчеркиваются важные характеристики Trillium cernuum:
|             | Trillium erectum | Trillium cernuum                                                                                            | T. flexipes |
| ----------- | --- | --- | --- |
| Корень      | Один или несколько корней на корневище, 15–60 см длиной                                                                        | 1–3 корня на корневище, 15–40 см длиной каждый                                                              | Один или несколько корней на корневище, 20–50 см длиной каждый                                                             |
| Листья      | Сидячие, от ромбических до яйцевидно-ромбических; 5–20 см длиной и шириной, самая широкая ближе к середине                     | Сидячие или почти сидячие с узкими основаниями листьев; 5–15 см длиной и 6–15 см шириной                    | Сидячие, ромбические; 15–25 см длиной и шириной, часто ширина превосходит длину                                            |
| Цветоножка  | Различной формы, но не загибается ниже листьев, длиной 1–10 см                                                                 | Короткая и сильно загнутые вниз, ниже листьев; длиной 1,5–3 см                                              | Различной формы, но редко загибается ниже листьев, длиной 4–12 см                                                          |
| Цветок      | Обычно поникший; пахнет мокрой псиной                                                                                          | Поникающий под листьями                                                                                     | Восходящий, обращен наружу                                                                                                 |
| Чашелистики | Зеленые, часто с бордовыми прожилками; длиной 10–50 мм                                                                         | Зеленые; длиной 9–30 мм                                                                                     | Зеленый, слабо отогнутый; длиной 14–45 мм                                                                                  |
| Лепестки    | Темно-красновато-коричневый, темно-бордовый, фиолетовый или белый; сильно текстурированный; 15–50 мм длиной и 10–30 мм шириной | Белый (реже розовый), сильно загнутый; тонкий фактурный; 15–25 мм длиной и 9–15 мм шириной                  | Кремово-белый, тёмно-красновато-коричневый или темно-бордовый; сильно текстурированный; 20–50 мм длиной и 10–40 мм шириной |
| Тычинки     | Пыльники темно-бордовая, серо-бордовые или желтые от пыльцы; нити такой же длины (или длиннее), как пыльники                   | Пыльники бледно-лавандово-розовые или серые; нити и пыльники примерно одинаковой длины                      | Пыльники толстые, кремово-белые или желтые; пыльники как минимум в два раза длиннее нитей                                  |
| Завязь      | Темно-фиолетовая или бордовая; от яйцевидной до сферической формы; сильно ребристая                                            | Белая или розовая; колбообразная форма; ребристая                                                           | Белая или розовая; колбообразная форма; сильно ребристая                                                                   |
| Плод        | (то же, что и завязь) | Вначале белый или розовый, но созревая до темно-красного; гребни становятся углами по мере расширения плода | Вначале белый или розовый, но созревая, он становится розово-красным или пурпурным; сильно наклоненный                     |

Для идентификации обычно требуется зрелое цветущее растение. Когда эти три вида не цветут, их трудно различить. Более того, известно, что эти три вида скрещиваются друг с другом, что может еще больше запутать.
Чтобы отличить T. cernuum, T. erectum, and T. flexipes, начните с осмотра цветоножки. Если цветоножка длиннее 3 см, это не T. cernuum. Что еще более важно, цветоножка T. cernuum сильно изгибается под листья, в то время как два других вида редко демонстрируют такое поведение.
Северные формы T. flexipes, как правило, имеют загнутые цветоножки и/или загнутые лепестки. Эти формы очень напоминают крупные растения Т. cernuum, поэтому их часто путают. В таких случаях осмотрите тычинки. Пыльники Т. cernuum тонкие, лавандово-розовые или пурпурные, с пыльниками и нитями примерно одинаковой длины, тогда как пыльники Т. гибкие пластинки толстые, кремово-белые или желтые, пыльники значительно превышают длину обычно очень коротких нитей.

## Таксономия
Впервые считалось, что Trillium cernuum был описан Карлом Линнеем в 1753 году. Линней назвал местонахождение своего типового экземпляра «Каролина», но Т. cernuum (в современном понимании) не простирается так далеко на юг. Возникшая в результате путаница вокруг видов Trillium с цветоножками сохранялась в течение 150 лет. В 1906 году Глисон пролил некоторый свет на эту путаницу, показав, как отличить Т. cernuum от Т. flexipes на основе соотношения пыльника и нити. Однако Глисон ошибочно полагал, что диапазон Т. cernuum простирался на юг до Джорджии. Наконец, в 1938 году Барксдейл убедительно доказал, что экземпляр, описанный Линнеем, на самом деле был T. catesbaei и что Т. cernuum отсутствует в южных Аппалачах.
На сентябрь 2021, Plants of the World Online (POWO) перечисляет 14 синонимов T. cernuum. Хотя POWO не принимает внутривидовых названий, было описано множество разновидностей и форм. Например, Имс и Карл Маккей Уиганд описали T. cernuum var. macranthum в 1923 году. Типичная разновидность, встречающаяся вдоль побережья Северной Америки от Делавэра до Ньюфаундленда, описывается как небольшое нежное растение, тогда как разновидность macranthum встречается  в других местах, считается более крупным и крепким. Хотя могут существовать региональные тенденции размера, большая часть различий в размерах во многом зависит от питательных веществ в почве, поэтому ботаники не принимают эту разновидность в целом.
Эдгар Теодор Верри (1885–1982) описал форму Trillium cernuum f. tangerae в 1945 году. Считается, что форма с лепестками тёмно-розового цвета является гибридом с T. erectum.

## Распространение и среда обитания
Ареал Trillium cernuum простирается по всей Канаде, от Саскачевана на западе до Ньюфаундленда на востоке и на юг до северной Вирджинии в среднеатлантических Соединенных Штатах . Известно, что этот вид встречается в следующих провинциях, штатах и территориях:
- Канада: Манитоба, Нью-Брансуик, Ньюфаундленд и Лабрадор, Новая Шотландия, Онтарио, Остров Принца Эдуарда, Квебек, Саскачеван.
- США[16]: Коннектикут, Делавэр, Округ Колумбия, Иллинойс, Индиана, Айова, Мэн, Мэриленд, Массачусетс, Мичиган, Миннесота, Нью-Гэмпшир, Нью-Джерси, Нью-Йорк, Северная Дакота, Огайо, Пенсильвания, Род-Айленд, Юг. Дакота, Вермонт, Вирджиния, Западная Вирджиния, Висконсин
- Другое: Сен-Пьер и Микелон.

На южном конце своего ареала T. cernuum растет в густых, прохладных, влажных и заболоченных лиственных лесах, а также по кустарниковым берегам ручьев и краям прудов в густых лесах. В Мичигане встречается также вдоль ручьев и болот, но в хвойно-лиственных лесах. В северном ареале он встречается в более сухих (хотя и влажных) горных лиственно-хвойных лесах.
На октябрь 2019, положение T. cernuum является глобально безопасным. Он уязвим (или хуже) как минимум в дюжине штатов и провинций. В частности, он находится под серьезной угрозой в Иллинойсе, Индиане и Западной Вирджинии. В округе Лейк, штат Огайо, единственный экземпляр был собран в 1879 году, но сейчас считается, что T. cernuum исчез из Огайо.

## Внешние ссылки
- Trillium cernuum (Nodding Trillium). Minnesota Wildflowers. Дата обращения: 27 сентября 2021.
- Trillium cernuum L.. Go Botany. Native Plant Trust. Дата обращения: 27 сентября 2021.
- Nodding Trillium. Connecticut Botanical Society. Дата обращения: 27 сентября 2021.
- Trillium cernuum L.. University of Michigan. Дата обращения: 27 сентября 2021.
- Nodding Trillium. Ohio Department of Natural Resources. Дата обращения: 28 сентября 2021.
- Trillium cernuum. Intermountain Herbarium. Дата обращения: 24 сентября 2007. Архивировано 23 июля 2007 года.